# Violator
Violator ist das siebte Studioalbum der britischen Synthie-Pop-Band Depeche Mode. Es erschien 1990 und ist mit über 15 Millionen verkauften Einheiten das meistverkaufte Album der Gruppe. In der von der Musikzeitschrift Rolling Stone 2003 veröffentlichten „Liste der 500 besten Alben aller Zeiten“ wird es auf Platz 167 geführt. Die bekanntesten Stücke des Albums sind Personal Jesus und Enjoy the Silence.

## Musikstil
Mit dem Album begann die Band unverfremdete akustische Gitarren in ihre Stücke einzubauen. So überraschte die erste Single Personal Jesus durch das rockige Gitarrenspiel. Der Song wurde später unter anderem von Johnny Cash und Marilyn Manson gecovert. Er wurde darüber hinaus die erfolgreichste 12"-Single in der Geschichte der Warner Music Group.
Ebenso durch Gitarren geprägt ist die sehr erfolgreiche Single Enjoy the Silence, einer der bekanntesten Songs der Band. Auf das Album folgte die weltweite World Violation Tour. Seit dieser waren Personal Jesus und Enjoy the Silence immer Bestandteil der Livekonzerte von Depeche Mode.

## Titelliste
1. World in My Eyes (Martin L. Gore) – 4:26
2. Sweetest Perfection (Martin L. Gore) – 4:43
3. Personal Jesus (Martin L. Gore) – 4:56
4. Halo (Martin L. Gore) – 4:30
5. Waiting for the Night (Martin L. Gore) – 6:07
6. Enjoy the Silence (Martin L. Gore) – 6:12
7. Policy of Truth (Martin L. Gore) – 4:55
8. Blue Dress (Martin L. Gore) – 5:41
9. Clean (Martin L. Gore) – 5:28

Die Texte stammen von Martin Gore, der auch bei den Songs Sweetest Perfection und Blue Dress den Gesangspart übernahm. Alle anderen Titel wurden wie üblich von Dave Gahan gesungen. Das Album enthält zwei Interludes: Interlude #2 – Crucified nach Enjoy the Silence und Interlude #3 nach Blue Dress (Interlude #1 befindet sich auf Music for the Masses, Interlude #4 auf Songs of Faith and Devotion). Bei Crucified ist die stark verzerrte Stimme von Andy Fletcher zu hören, die ebendieses Wort ausspricht.

## Wiederveröffentlichung
Im März 2006 wurde Violator als SACD und DVD wiederveröffentlicht. Die Neuauflage enthält neben den bisherigen Album-Songs in Mehrkanalton und der Dokumentation Depeche Mode 1989–91: „If you wanna use guitars, use guitars“ auch folgende Bonustracks:
- Dangerous
- Memphisto
- Sibeling
- Kaleid
- Happiest Girl (Jack Mix)
- Sea of Sin (Tonal Mix)

## Kommerzieller Erfolg

### Chartplatzierungen
| ChartsChartplatzierungen       | Höchstplatzierung | Wochen |
| ------------------------------ | ----------------- | ------ |
| Deutschland (GfK)              | 2 (48 Wo.)        | 48     |
| Österreich (Ö3)                | 4 (23 Wo.)        | 23     |
| Schweiz (IFPI)                 | 2 (14 Wo.)        | 14     |
| Vereinigte Staaten (Billboard) | 7 (74 Wo.)        | 74     |
| Vereinigtes Königreich (OCC)   | 2 (30 Wo.)        | 30     |

| ChartsJahrescharts (1990) | Platzierung |
| ------------------------- | ----------- |
| Deutschland (GfK)         | 10          |
| Österreich (Ö3)           | 18          |

### Auszeichnungen für Musikverkäufe
| Land/Region                  | Auszeichnungen für Musikverkäufe (Land/Region, Auszeichnung, Verkäufe) | Verkäufe  |
| ---------------------------- | ---------------------------------------------------------------------- | --------- |
| Deutschland (BVMI)           | Platin                                                                 | 500.000   |
| Frankreich (SNEP)            | Platin                                                                 | 300.000   |
| Italien (FIMI)               | Platin (1990) · + Platin (2024)                                        | 300.000   |
| Kanada (MC)                  | 2× Platin                                                              | 200.000   |
| Österreich (IFPI)            | Gold                                                                   | 25.000    |
| Polen (ZPAV)                 | 2× Platin                                                              | 40.000    |
| Schweden (IFPI)              | Gold                                                                   | 50.000    |
| Schweiz (IFPI)               | Platin                                                                 | 50.000    |
| Spanien (Promusicae)         | Platin                                                                 | 100.000   |
| Vereinigte Staaten (RIAA)    | 3× Platin                                                              | 3.000.000 |
| Vereinigtes Königreich (BPI) | Gold                                                                   | 100.000   |
| Insgesamt                    | 3× Gold · 13× Platin ·                                                 | 4.665.000 |

Hauptartikel: Depeche Mode/Auszeichnungen für Musikverkäufe